# NGC 1578
NGC 1578 este o galaxie spirală situată în constelația Peștele de Aur. A fost descoperită în 27 decembrie 1834 de către John Herschel.